# Бантам
Бантам — город на острове Ява в Индонезии, в прошлом важный торговый порт Голландской Ост-Индии и столица султаната Бантам.
Его защищенная бухта в Зондском проливе, через который шёл основной грузопоток в Европу, сделала город важным морским узлом в XVII веке. Закат связан с решением голландцев использовать Батавию в качестве главного торгового порта.
Сегодня Бантам — маленький морской порт.